# 安全保障貿易情報センター
一般財団法人安全保障貿易情報センター（あんぜんほしょうぼうえきじょうほうせんたー、英文名称: Center for Information on Security Trade Control、略称：CISTEC）は、安全保障貿易管理に関する調査研究や輸出企業の自主輸出管理の支援などを行っている、国内唯一の法人である。定期刊行物に「CISTEC journal」がある。

## 沿革
- 1987年 - 東芝機械ココム違反事件が発生し、民間企業における自主的な輸出管理の重要性が認知される。
- 1989年 - ココム型輸出管理を念頭に、官民の資金拠出を受け、通産省所管の財団法人戦略技術貿易情報センターとして設立[2]。
- 1994年 - 不拡散型輸出管理への対応を図り、財団法人安全保障貿易情報センターに改称[2]。
- 2011年 - 一般財団法人へ移行[2]。

## 主な業務
CISTECは以下のような業務を主に行っている。
CISTECの活動は、政府への政策提言や日本の輸出企業の自主管理に反映されており、日本の輸出管理の最前線で外為法秩序を下支えしていると評される。

### 主な業務の一覧
- 安全保障輸出管理に関する調査研究・産業界の意見の集約等
  - 貨物及び技術の基礎的資料・情報の収集と調査・分析
  - 輸出管理に関する内外法制度の調査・研究
  - 効率的な輸出管理に役立つ手法、ツールの研究
  - 産業界の意見とりまとめと政府への提言
- 企業の安全保障輸出管理の支援
  - 個別相談による支援
  - コンプライアンス・プログラム（Compliance Program）相談
  - 輸出管理ツール（パラメータシート、ガイダンス）の提供
  - 企業担当者への研修会等の実施・講師の派遣
  - 各種説明会の実施、モデル輸出管理社内規程や海外子会社における輸出管理関連資料の提供等[4]
- 安全保障輸出管理実務能力認定試験の実施
- 安全保障輸出管理に関する情報の提供
  - 安全保障情勢、懸念企業等に関する情報の提供
  - 「CISTEC総合データベース」の提供
  - 機関紙の発行等
  - CHASER情報の提供 - 調査機関などが調査した企業の情報をCISTECが収集したもので、懸念顧客の調査に役立ち[5]、経済産業省の通達でも確認が推奨されている[4]。
- 安全保障輸出管理に関する国際協力
  - アジア諸国を対象とした輸出管理セミナーの開催
  - アジア輸出管理セミナーの開催 - 経産省、外務省および企業の輸出管理担当者が参加する[6]。アジア諸国における産・官の輸出管理能力の向上に大きく貢献している[3]。
  - 海外での輸出管理セミナーの開催
  - 輸出管理に関する専門家の海外への派遣
- 海外の産業界・研究機関との意見交換、交流
- 安全保障貿易学会の事務局業務[3]

### 実務能力認定試験
企業における輸出管理実務担当者の能力とモチベーションの維持を目的としてCISTECが運営している認定試験である。
試験は大きくSTC Expert試験とSTC Associate試験に分けられており、STC Expertが上級試験にあたる。
STC Expert試験は法令編と貨物・技術編に分けられており、両者を合わせた試験をSTC Expert試験、法令編のみの試験をSTC Legal Expert試験と呼ぶ。
安全保障貿易管理士
STC Expert、STC Legal Expert合格者は、以下の区分に従い安全保障貿易管理士の称号を称することができる。
- 法律編のみ合格した場合、「安全保障貿易管理士（法令）」（英文名 STC Legal Expert）の称号を称することができる。

- 貨物・技術編も含めて合格した場合、「安全保障貿易管理士（総合）」（英文名 STC Expert）の称号を称することができる。

## 発行書籍
主に以下のような書籍を発行し、定期的に更新している。
- 「輸出管理品目ガイダンス」
- 「輸出管理ガイダンス　海外輸出管理法制度」各国編
- 「海外拠点のための安全保障貿易管理ガイダンス」各国編
- 「米国輸出管理法の再輸出規制～実務者のためのガイダンス～」